# Grande Autane
La Grande Autane est une montagne située dans les Alpes, plus précisément dans le massif des Écrins et culminant à 2 782 m d'altitude. Ce sommet se situe à l'entrée de la vallée du Champsaur, dans le département français des Hautes-Alpes.
C'est le plus haut sommet du chaînon, dominant ainsi la Petite Autane (2 519 m) et la Petite Autane d'Orcières ou Recula (2 548 m). La Grande Autane se présente sous la forme caractéristique d'une pyramide rocheuse.

## Ascension
L'ascension se fait normalement depuis le vallon de Rouanne haute par le col de Combeau (2 303 m). Il faut alors suivre l'arête de la pyramide rocheuse (parfois aérienne) jusqu'au sommet (2 782 m)[réf. souhaitée].
On peut également récupérer l'autre arête côté col de Rouanette (2 403 m).
La montée, de trois heures environ, permet de disposer d'un belvédère sur les Écrins (le Vieux Chaillol, le Sirac, le Mourre Froid), le Champsaur et le massif du Dévoluy (pic de Bure)[réf. souhaitée].